# Unarma Associazione Sindacale Carabinieri
UNARMA - Associazione Sindacale Carabinieri
UNARMA - Associazione Sindacale Carabinieri è un sindacato italiano fondato il 3 febbraio 1993 come associazione culturale, con l'obiettivo primario di costruire una cultura sindacale tra gli appartenenti all'Arma dei Carabinieri. Il suo riconoscimento definitivo, quale associazione sindacale, è stato ufficializzato con decreto del 28 agosto 2019 del Ministero della Difesa. 
Riconoscimenti
UNARMA - Associazione Sindacale Carabinieri è stata riconosciuta ufficialmente con decreto del Ministero della Difesa il 28 agosto 2019, confermando il suo ruolo e la sua importanza nel panorama sindacale italiano.
Riconoscimento di Unarma tra le Associazioni Sindacali delle Forze Armate e delle Forze di Polizia ad Ordinamento Militare più rappresentative
Il 2 aprile 2024, il Ministro per la Pubblica Amministrazione, senatore Paolo Zangrillo, ha firmato i decreti che riconoscono le associazioni professionali a carattere sindacale più rappresentative del personale delle Forze Armate (Esercito, Marina e Aeronautica) e delle Forze di Polizia ad Ordinamento Militare (Arma dei Carabinieri e Guardia di Finanza).
Tra le associazioni riconosciute spicca UNARMA - Associazione Sindacale Carabinieri, la quale ha svolto un ruolo di fondamentale importanza nella tutela degli interessi professionali, economici e sociali dei Carabinieri italiani.
Il riconoscimento da parte del Ministro Zangrillo sottolinea l'importanza e il contributo significativo fornito da UNARMA nel panorama sindacale italiano, confermando il suo ruolo cruciale nel garantire i diritti e gli interessi del personale dell'Arma dei Carabinieri.
L'aggiornamento del riconoscimento delle associazioni sindacali rappresenta un passo avanti nella valorizzazione e nella tutela del personale delle Forze Armate e delle Forze di Polizia ad Ordinamento Militare, contribuendo a promuovere un ambiente lavorativo più equo e soddisfacente per tutti i membri delle suddette istituzioni.
Storia
L'associazione è stata fondata nel 1993 con lo scopo di promuovere una maggiore consapevolezza sindacale e una migliore tutela dei diritti e degli interessi professionali dei Carabinieri. Nel corso degli anni, UNARMA si è impegnata attivamente nella difesa dei diritti dei suoi associati attraverso azioni di sensibilizzazione, rappresentanza e negoziazione con le istituzioni competenti.
Obiettivi e attività
UNARMA - Associazione Sindacale Carabinieri si impegna a tutelare gli interessi professionali, economici e sociali dei Carabinieri, promuovendo il dialogo e la collaborazione tra i membri e le istituzioni competenti. L'associazione offre supporto e assistenza legale ai suoi associati e si occupa di fornire informazioni e formazione sulle questioni sindacali e professionali.
Struttura e organizzazione
Il Segretario di UNARMA è Antonio Nicolosi. L'associazione ha la sua sede legale a Viale Filarete 120, 00176 Roma. UNARMA opera su tutto il territorio nazionale attraverso una rete di sedi locali e rappresentanze sul territorio.
Biografia Antonio Nicolosi
Antonio Nicolosi (Genova, 28 settembre 1966) è un militare italiano in servizio effettivo nell'Arma dei Carabinieri e sindacalista. Dal 2019 ricopre il ruolo di segretario generale costituente dell'associazione sindacale Carabinieri.
Nato a Genova nel 1966, Nicolosi ha dedicato gran parte della sua vita professionale al servizio nell'Arma dei Carabinieri, distinguendosi per impegno e dedizione nel garantire la sicurezza e l'ordine pubblico.
Oltre al suo ruolo nell'Arma, Nicolosi è stato il fondatore costituente dell'organizzazione sindacale Unarma che si impegna a tutelare i diritti e gli interessi dei militari dell'Arma dei Carabinieri. Grazie al suo lavoro come sindacalista, ha contribuito a promuovere il benessere e la giustizia sociale tra i membri dell'Arma.
Prima di assumere il ruolo di segretario generale dell'associazione sindacale Carabinieri, Nicolosi ha fatto parte del direttivo di Unarma associazione culturale fondata nel 1993. 
La sua leadership e la sua esperienza nel campo sindacale e culturale lo rendono una figura di riferimento all'interno dell'Arma dei Carabinieri e nella comunità più ampia, contribuendo al miglioramento delle condizioni di lavoro e al rafforzamento dei legami tra i membri dell'Arma.
Note
1. Decreto del Ministero della Difesa del 28 agosto 2019.
Collegamenti esterni
Sito ufficiale di UNARMA
www.unarma.it
Voci correlate
- Arma dei Carabinieri
- Sindacato

- Antonio Nicolosi